# スー・ハリソン
スー・ハリソン（Sue Harrison, 1950年 -）は、『アリューシャン黙示録』で知られるアメリカの女性作家。
ミシガン州ランシングで生まれ、五人きょうだいの長女としてアッパー半島のピックフォード郡区で育ち、現在も高校の校長を務める夫と暮らしている。
娘、息子、養女、二人の孫がいる。

レイク・シューピリア州立大学卒業後、アリュート語など六つの先住アメリカ人の言語、考古学、人類学、地理学を学び、アリューシャン黙示録三部作を書き上げた。

## 著作

### アリューシャン黙示録三部作 (The Ivory Carver Trilogy)
紀元前七千年、氷期のアリューシャン列島を舞台に、大自然と運命に翻弄されながらも、力強く生きる人々の姿を描く。
- 母なる大地 父なる空 (Mother Earth Father Sky, 1995) 第1部：河島弘美訳
- 姉なる月 (My Sister the Moon, 1995) 第2部：行方昭夫訳
- 兄なる風 (Brother Wind, 1995) 第3部：行方昭夫 河島弘美訳 - 各・晶文社（上下）

### The Storyteller Trilogy
- ソング・オブ・ザ・リバー (Song of the River, 1998) 、河島弘美訳、晶文社（上下）
- Cry of the Wind (2000)
- Call Down the Stars (2002)
- Excerpt from Call Down the Stars